# Alexandra Elbakyan
Alexandra Asánovna Elbakián (en ruso: Алекса́ндра Аса́новна Элбакя́н; Almatý, 6 de noviembre de 1988) es una desarrolladora de software y neurocientífica rusokazaja, conocida por haber fundado en 2011 el proyecto Sci-Hub, una web que brinda acceso gratuito a millones de artículos científicos.
Ha sido descrita como una «pirata intelectual escondida», así como la «reina de la piratería de la ciencia». La revista Nature la incluyó en 2016 entre las diez personas más importantes en ciencia; Ars Technica la comparó con Aaron Swartz y The New York Times con Edward Snowden.

## Biografía
Se graduó en Ciencias de la Computación en la Universidad Técnica Nacional Kazaja en Almaty, Kazajistán, especializándose en seguridad informática. Durante el último año de su carrera trabajó en un sistema de seguridad que permitiría reconocer a las personas identificando los patrones de sus ondas cerebrales. Tras graduarse trabajó en el Grupo De Interacción de Media Humana en la Universidad de Twente en el juego controlado mentalmente "Bacteria Hunt". Más tarde se incorporó al Laboratorio de Actividad Nerviosa Superior Humana, dedicado al estudio neuronal de la consciencia. En la actualidad trabaja en "The Brain Machine Interfacing Initiative" en la Albert-Ludwigs-Universität de Friburgo.

## El proyecto Sci-Hub

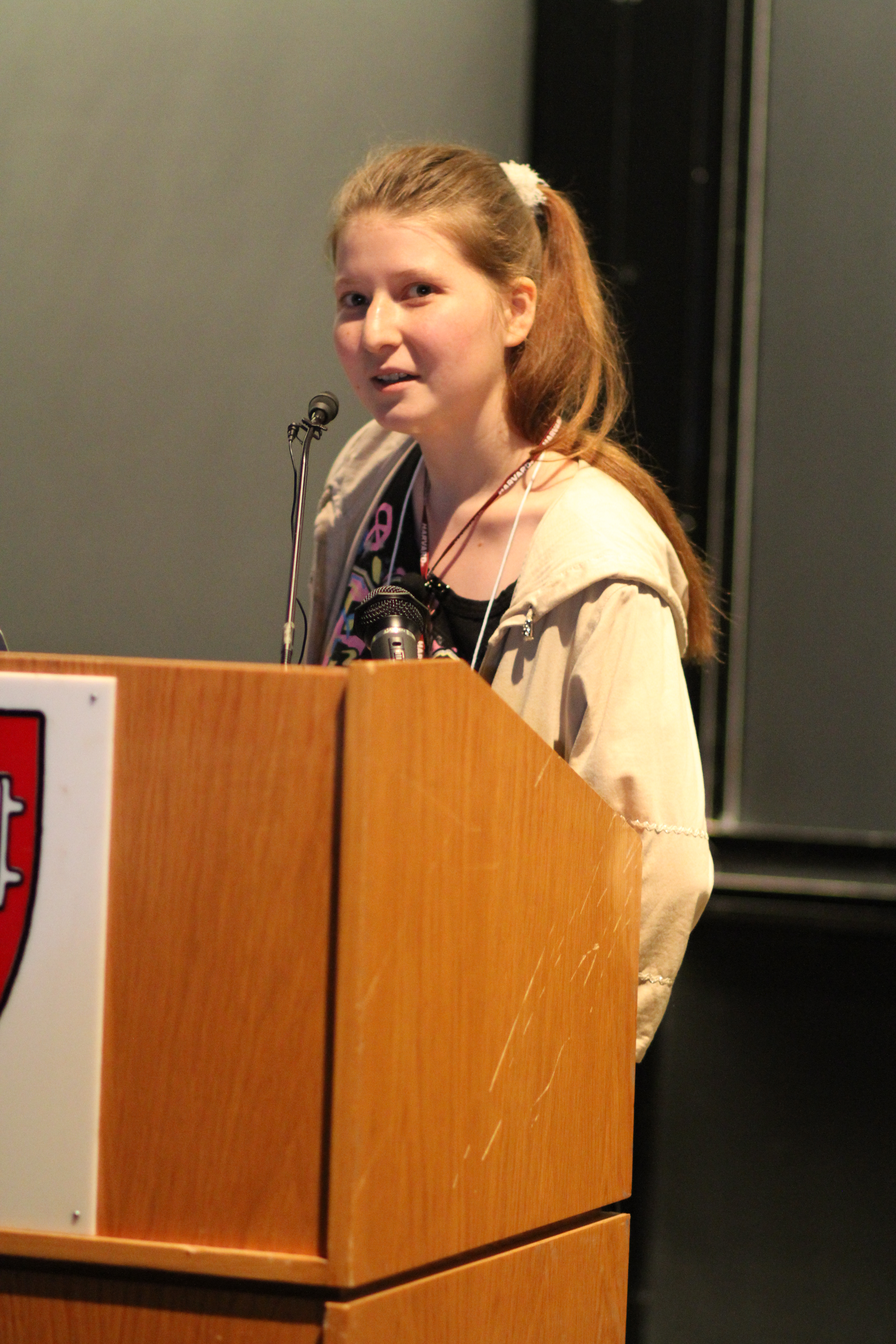
Alexandra Elbakyan en una conferencia en Harvard, 2010.

El 5 de septiembre de 2011 creó Sci-Hub, un sitio web que otorga acceso inmediato y gratuito a cualquier usuario a un enorme porcentaje de los artículos científicos publicados por las principales editoriales y distribuidoras académicas digitales en cuanto estos son puestos en línea. La mayoría de estos artículos son solo accesibles, en las páginas correspondientes, mediante el pago de unas tarifas que suelen rondar los 20-30 € por artículo.
El 3 de junio de 2015 Elsevier presentó una demanda ante un tribunal en Nueva York contra Alexandra Elbakyan por infracción de derechos de autor y por violación de la "Computer Fraud and Abuse Act". Elbakyan era la única persona física nombrada en la demanda, que también se dirige contra los sitios web Sci-Hub, Library Genesis y sus responsables. En noviembre de 2015 el juez del distrito de Nueva York Robert W. Sweet emitió una orden provisional de cierre contra Sci-Hub, haciendo que el dominio fuera inaccesible. El sitio volvió a estar accesible ese mismo mes tras cambiar el dominio de Sci-Hub a ".tw".
El tráfico real del sitio no es conocido. Mientras Elsevier alega que el número de visitas oscila en torno a las 30.000 diarias, la propia Elbakyan coloca el número de visitas en los "cientos de miles" cada día.
En diciembre de 2016, la revista Nature nombró a Elbakyan como una de las diez personas más destacadas del año debido al impacto que ha tenido Sci-Hub en el mundo de la ciencia.
Seis meses más tarde (junio de 2017) Elbakyan perdió el juicio contra Elsevier y fue condenada a pagar una multa de 15 millones de dólares en compensación a la infracción de derechos de autor. Sin embargo, al estar fuera de la jurisdicción de Estados Unidos (nación donde se hizo el juicio), Elbakyan no ha sido perseguida en Rusia (lugar de residencia) para pagar esta multa e incluso se duda si alguna vez lo hará.
Si bien, en un artículo publicado en The Verge, se adjudica el concepto de Sci-Hub a una influencia directa del sociólogo Robert Merton, Elbakyan aclaró posteriormente que si bien conoció el trabajo de Merton, la influencia directa fue el concepto familiar en los estados pertenecientes a la URSS de que "la ciencia y el comunismo son inseparables".